# こんど、君と
「こんど、君と」（こんど、きみと）は、小田和正の楽曲。2021年4月1日にNHK『みんなのうた』で初放送（期間は同年5月31日まで）、翌日の4月2日にソニー・ミュージックレーベルズ（Little Tokyo / Ariola Japanレーベル）より前作「風を待って」に続いて配信限定リリースされた。

## 解説
2021年4月に放送開始60周年を迎える『みんなのうた』の記念プロジェクト『みんなのうた60』の一環として本作を書き下ろした。小田はオフコース時代の1975年に『老人のつぶやき』を提供しようとしたが、不採用になったいきさつがある。
小田は「番組の60周年に向けた思いと、新型コロナウイルスに対する気持ちという2つの色合いの違いをどう両立させるか、どう言葉に置き換えて1つのストーリーを紡いでいくか悩みながらみんなの気持ちを少しでも明るくしたいという、その1点で書いた」と述べている。楽曲制作は2020年8月から2021年1月まで行われた。
『みんなのうた』では、5分間1曲枠で放送され、アニメーションの映像は半崎信朗が担当した。
好評につき、2021年6月から2022年3月まで再放送された。また、2022年に行われた全国ツアーのタイトルにも採用された。

## 収録曲
| 全作詞・作曲・編曲: 小田和正。 |                                                             |          |            |      |
| #                              | タイトル                                                    | 作詞     | 作曲・編曲 | 時間 |
| 1.                             | 「こんど、君と」(NHK『みんなのうた』2021年4、5月放送分楽曲) | 小田和正 | 小田和正   | 4:31 |

## レコーディング・メンバー
- Mansaku Kimura - Drums & Percussion
- Nathan East - Bass
- Yoshiyuki Sahashi - Guitars
- Kinbara Strings Group - Strings
- Tomoyuki Asakawa - Harp
- Takako Matsu - B.G.Vocal
- Sho Wada - B.G.Vocal
- Hideki Mochizuki - Programming